# Doble desintegración beta
En la doble desintegración beta, un isótopo inestable de un núclido sufre una desintegración radiactiva mediante dos procesos de desintegración beta simultáneos, ante la imposibilidad desde un punto de vista energético, de que se produzca sólo una desintegración beta. El nuevo isótopo tiene ahora dos unidades de número atómico más, en el caso de una doble desintegración beta- (β-β-), o dos unidades menos, en el caso de una doble desintegración beta+(β+β+), que el isótopo original.
Podemos poner como ejemplos de Doble desintegración beta los siguientes procesos:
{\displaystyle \mathrm {(A,Z)} \rightarrow \mathrm {(A,Z+2)} +2\mathrm {e} ^{-}+2{\bar {\nu }}_{e}}
{\displaystyle \mathrm {(A,Z)} \rightarrow \mathrm {(A,Z-2)} +2\mathrm {e} ^{+}+2\nu _{e}}
Aquí (A,Z) en un isótopo de un núclido con Z protones y A nucleones en total.
En adelante nos ocuparemos de los procesos β-β-, teniendo en cuenta que en los β+β+ los resultados son análogos.

## Introducción
Para que la desintegración beta sea posible, el isótopo del núclido resultante debe tener una energía de enlace nuclear mayor que el isótopo del núclido original. Esto en algunos casos no ocurre y el isótopo del núclido al que decaería tiene una energía de enlace nuclear inferior al isótopo del núclido original; mientras que no le está vedado el proceso de doble desintegración beta, ya que el isótopo del núclido resultante tiene una energía de enlace nuclear superior. 
Por ejemplo, en el caso del germanio-76, el isótopo del núclido con el número atómico inmediatamente superior, el arsénico-76, tiene una energía de enlace nuclear menor, lo que impide que se produzca la desintegración beta. Sin embargo, el isótopo del núclido con el número atómico del original más dos, selenio-76, tiene una energía de enlace nuclear mayor, así que el proceso de doble desintegración beta- está permitido, en este caso.

## Lista de isótopos conocidos con doble desintegración beta
48Ca, 76Ge, 82Se, 96Zr, 100Mo, 116Cd, 134Xe, 136Xe, 128Te, 130Te, 150Nd y 160Gd. 